# Drogen (Gemeinde)
Drogen település Németországban, azon belül Türingiában. Lakosainak száma 123 fő (2017. december 31.). Drogen Schmölln községgel határos.

## Népesség
A település népességének változása:

| 2014 | 138 |
| 2017 | 123 |